# 三重県道668号関大山田線
三重県道668号関大山田線（みえけんどう668ごう せきおおやまだせん）は、三重県亀山市から伊賀市に至る一般県道である。

## 概要
亀山市加太板屋から伊賀市上阿波に至る。

### 路線データ
- 起点：三重県亀山市加太板屋（字板屋5410番2[1][2]：国道25号交点）
- 終点：三重県伊賀市上阿波（字平松代269番2地先[1][2]：国道163号交点）
- 総延長：11,207.70 m

## 歴史
- 1959年（昭和34年）
  - 1月25日 - 「一般県道668号大山田加太停車場線」として認定[3]

起点：三重県阿山郡大山田村
終点：加太停車場（三重県鈴鹿郡関町）
  - 3月31日 - 道路区域の決定[4]
  - 5月19日 - 道路の供用開始[5]

三重県阿山郡大山田村大字猿野字大森1379番地先から三重県阿山郡大山田村大字上阿波字蝙蝠平3683番地先を経て三重県鈴鹿郡関町大字加太市場字中出1650番地先まで（延長14.59 km）
- 1995年（平成7年）4月1日
  - 「一般県道668号大山田加太停車場線」を廃止[6]
  - 「一般県道668号関大山田線」として認定[7]（路線を短縮、起点・終点を入れ替え）

起点：三重県鈴鹿郡関町
終点：三重県阿山郡大山田村
  - 道路区域の決定、道路の供用開始[8]

- 三重県鈴鹿郡関町大字加太板屋字板屋5410番2から三重県阿山郡大山田村大字上阿波字平松代269番2地先まで（延長11,207.70 m）

- 2007年（平成19年）4月1日 - 県道の路線認定の一部改正[9]（自治体合併に伴う変更）
  - 起点：三重県亀山市
  - 終点：三重県伊賀市
- 2024年（令和6年）9月27日 - 三重県告示第660号により、国道25号の区域変更に伴い、起点位置が変更される[10]。

## 路線状況

### 道路施設

#### 橋梁
- 平松橋（服部川、伊賀市）

## 地理

### 通過する自治体
- 三重県
  - 亀山市 - 伊賀市

### 交差する道路
| 交差する道路            | 市町村名 | 交差する場所 | 交差する場所 |
| ----------------------- | -------- | ------------ | ------------ |
| 国道25号 / 大和街道     | 亀山市   | 加太板屋     | 起点         |
| 国道25号 / E25 名阪国道 | 亀山市   | 加太中在家   | 6 南在家IC   |
| 三重県道677号加太柘植線 | 亀山市   | 加太中在家   |              |
| 国道163号 / 伊賀街道    | 伊賀市   | 上阿波       | 終点         |

### 沿線
- JR東海関西本線 加太駅（起点付近）
- 亀山市立加太小学校（起点付近）
- 名阪森林パーク
- 伊賀の国大山田温泉さるびの
- 双鈴ゴルフクラブ 関コース

### 峠
- 蝙蝠峠（こうもりとうげ：亀山市 - 伊賀市）